# My Best Friend
A My Best Friend a német Marusha 1997 augusztusában megjelent kislemeze, mely a német kislemezlista 73. helyéig jutott. A dal a No Hide No Run című stúdióalbumon található.

## Megjelenések
CD Maxi-Single  Low Spirit Recordings – 74321 51377 2
1. My Best Friend (Genuine Mix) 5:03
2. My Best Friend (Ultimate Mix) 5:52
3. My Best Friend (Short Cut) 3:44